# Premio PEN/Ackerley
Il Premio PEN/Ackerley (J. R. Ackerley Prize for Autobiography) è un riconoscimento letterario assegnato annualmente ad un'opera autobiografica d'eccellenza.
È stato istituito nel 1982 in memoria dello scrittore e giornalista Joe Ackerley su iniziativa della sorella Nancy.
Amministrato dall'English PEN, riconosce al vincitore un premio di 3000 sterline.

## Albo d'oro
- 1982: Edward Blishen, Shaky Relations
- 1983: Kathleen Dayus, Her People ex aequo Ted Walker, High Path
- 1984: Richard Cobb, Still Life
- 1985: Angelica Garnett, Ingannata con dolcezza (Deceived with Kindness)
- 1986: Dan Jacobson, Time and Time Again
- 1987: Diana Athill, After the Funeral
- 1988: Anthony Burgess, Little Wilson and Big God, Being the First Part of the Confessions of Anthony Burgess
- 1989: John Healy, The Grass Arena
- 1990: Germaine Greer, Viaggio intorno al padre (Daddy We Hardly Knew You)
- 1991: Paul Binding, St Martin's Ride
- 1992: John Osborne, Almost a Gentleman
- 1993: Barry Humphries, More, Please
- 1994: Blake Morrison, When Did You Last See Your Father?
- 1995: Paul Vaughan, Something in Linoleum
- 1996: Eric Lomax, Le due vie del destino - The Railway Man (The Railway Man)
- 1997: Tim Lott, The Scent of Dried Roses
- 1998: Katrin Fitzherbert, True to Both Myselves
- 1999: Margaret Forster, Precious Lives
- 2000: Mark Frankland, Child of My Time
- 2001: Lorna Sage, Bad Blood
- 2002: Michael Foss, Out of India: A Raj Childhood
- 2003: Jenny Diski, Stranger on a Train
- 2004: Bryan Magee, Clouds of Glory: A Hoxton Childhood
- 2005: Jonathan Gathorne-Hardy, Half an Arch
- 2006: Alan Bennett, Untold Stories
- 2007: Brian Thompson, Keeping Mum
- 2008: Miranda Seymour, In My Father's House
- 2009: Julia Blackburn, The Three of Us
- 2010: Gabriel Weston, Direct Red: A Surgeon's View of Her Life-or-Death Profession
- 2011: Michael Frayn, My Father’s Fortune[6]
- 2012: Duncan Fallowell, How to Disappear
- 2013: Richard Holloway, Leaving Alexandria: A Memoir of Faith and Doubt
- 2014: Sonali Deraniyagala, Onda (Wave)[7]
- 2015: Henry Marsh, Primo non nuocere: Storie di vita, morte e neurochirurgia (Do No Harm: Stories of Life, Death and Brain Surgery)
- 2016: Alice Jolly, Dead Babies and Seaside Towns[8]
- 2017: Amy Liptrot, Nelle isole estreme (The Outrun)
- 2018: Richard Beard, The Day That Went Missing
- 2019: Yrsa Daley-Ward, The Terrible[2]
- 2020: Alison Light, A Radical Romance: A Memoir of Love, Grief and Consolation
- 2021: Claire Wilcox, Patch Work: A Life Amongst Clothes[9]
- 2022: Frances Stonor Saunders, The Suitcase: Six Attempts to Cross a Border[10]
- 2023: Nancy Campbell, Thunderstone: Finding Shelter from the Storm[11]
- 2024: Catherine Taylor, The Stirrings: Essays in Northern Time[12]
- 2025: Jeff Young, Wild Twin[13]